# Viret Zawiercie
Viret Zawiercie – polski klub piłki ręcznej mężczyzn z siedzibą w Zawierciu. W sezonie 2024/2025 występuje w I lidze.

## Historia
W 1991 roku została rozwiązana sekcja piłki ręcznej Warty Zawiercie. Zawodnik tej drużyny, Leszek Łazarowicz, podjął starania mające na celu reaktywację klubu piłki ręcznej w Zawierciu. W maju 1994 roku powstał Klub Sportowy Viret, którego nazwa pochodziła od głównych sponsorów: VIG oraz Return. Prezesem został Zdzisław Seweryn, a trenerem Eugeniusz Cichocki. W sezonie 1994/1995 klub zadebiutował w III lidze, a pierwszy mecz rozegrano z GKS Grodków, przegrywając 19:23. Pierwszy sezon Viret ukończył na piątym miejscu. W 1996 roku nowym prezesem został Ryszard Mach. Sezon 1997/1998 Viret ukończył na trzecim miejscu i awansował do II ligi. W sezonie 1998/1999 zawierciański klub mimo udanej rundy jesiennej zakończył na siódmym miejscu. Następny sezon Viret ukończył na drugim miejscu, ulegając jedynie Gwardii Opole. Wówczas zawodnicy klubu po raz drugi z rzędu zdobyli ponadto Puchar Polski Śląskiego Związku Piłki Ręcznej. W 2000 roku tytularnym sponsorem klubu została firma Este. W sezonie 2000/2001 Viret dotarł do ćwierćfinału Pucharu Polski, ulegając na tym etapie rozgrywek Strzelcowi Lider Market Kielce 22:38. W lidze zawierciański klub zajął pierwsze miejsce z pięcioma punktami przewagi nad drugą Politechniką Radom i awansował do I ligi. Kolejnym sponsorem tytularnym klubu została Huta Zawiercie. Po jedenastej kolejce nowym trenerem w miejsce Eugeniusza Cichockiego został Robert Nowiński, a od rundy wiosennej – Marek Płatek. Sezon 2001/2002 Viret zakończył na dziewiątym miejscu, natomiast w kolejnym sezonie spadł z ligi.
W 2003 roku trenerem został Krzysztof Adamuszek, pod wodzą którego Viret uzyskał awans. Trzy lata z rzędu (2005, 2006, 2007) klub zajmował trzecie miejsce w I ligi, jednakże w sezonie 2007/2008 nastąpił spadek. W 2011 roku Viret ponownie awansował do I ligi. W tym samym roku nowym trenerem został Marek Kąpa. Rok później Kąpę zastąpił Ryszard Jarząbek. W sezonie 2013/2014 Viret zajął czwarte miejsce w lidze, jednakże dwa lata później spadł do II ligi. W 2020 roku wskutek reorganizacji I ligi Viret powrócił na ten poziom rozgrywkowy.
W 2024 roku tytularnym sponsorem klubu została firma Virtu.
W ramach klubu funkcjonuje również sekcja tenisa stołowego.

## Trenerzy
- 1994−2001: Eugeniusz Cichocki
- 2001: Robert Nowiński
- 2001−2002: Marek Płatek
- 2002−2003: Giennadij Kamielin
- 2003: Andrzej Rosiński[9]
- 2003−2008: Krzysztof Adamuszek
- 2008−2009: Robert Nowiński
- 2009−2010: Krzysztof Adamuszek
- 2011−2012: Marek Kąpa
- 2012−2013: Ryszard Jarząbek
- 2013−2014 : Giennadij Kamielin[10]
- 2014−2015: Mariusz Szczygieł[11]
- 2015−2018 Krzysztof Adamuszek[12]
- 2018: Michał Boczek[13]
- 2018−2023: Mariusz Szczygieł[14]
- 2023−2024: Patrycja Głąbik[15]
- od 2024: Sławomir Szenkel[16]